# Knik (gebaar)

Knik

Een knik is een beweging waarbij het hoofd voorover wordt gebogen en weer omhoog wordt getild. Wie knikt met het hoofd kan dat doen als woordloze groet, als afgesproken signaal of als teken van instemming. Dit laatste is overigens cultuurgebonden: in landen als Bulgarije en Griekenland betekent het juist dat men het ergens níet mee eens is.
Knikken als teken van instemming wordt ook wel "ja knikken" genoemd. In de figuurlijke betekenis is een jaknikker iemand die altijd instemt met wat een ander vindt. Een jaknikker is bovendien de benaming van een soort pomp die aardolie uit de grond oppompt en waarvan de beweging van het bovengrondse deel sterk aan knikken met het hoofd doet denken. Het tegenovergestelde van jaknikken is nee schudden, waarbij het hoofd van links naar rechts heen en weer wordt bewogen.
Hoe het komt dat knikken in zoveel culturen dezelfde betekenis heeft, is niet geheel duidelijk. De beweging hangt mogelijk samen met de buiging, dat wil zeggen het laten zakken van het hoofd, waarmee onderwerping, eerbied en ook instemming tot uitdrukking wordt gebracht. Charles Darwin leek het aannemelijk dat knikken voortkomt uit instinctief gedrag dat hij ook bij zijn eigen kinderen had waargenomen: zuigelingen draaien hun hoofd zijdelings weg van de borst of lepel wanneer zij voedsel weigeren (en vaak, vooral bij aandringen, draaien zij hun hoofd ook een paar keer heen en weer), maar neigen daarentegen het hoofd wanneer zij voedsel aannemen en tot zich nemen.